# 派恩維爾拉納根鎮區 (密蘇里州麥克唐納縣)
派恩維爾拉納根鎮區（英語：Pineville Lanagan Township）是位於美國密蘇里州麥克唐納縣的一個行政鎮區。

## 地方資料
派恩維爾拉納根鎮區的面積為22.83平方千米，皆為陸地。根據2020年美國人口普查的數據，當地共有人口646人，而人口密度為每平方千米28.3人。